# هوغو برات
هوجو يوجينيو برات (بالإيطالية: Hugo Pratt)‏ هو كاتب ومؤلف قصص مصورة، إيطاليّ الجنسية (ولد في يونيو 1927 - توفي في أغسطس 1995)، عُرف بأسلوبه المتفرد في الجمع ما بين الأسلوب القصصيّ الرائع والمميز، مع البحث التاريخي المكثف، وذلك في بعض أعماله الشهيرة مثل كورتو المالطي.
و من السلاسل التي قدمها هوغو برات، قصة بعنوان «عقارب الصحراء» باللغة الإنجليزية، استمر إصدارها ايضاً حتي بعد وفاة برات، ففي عام 2005 صدر الإصدار السادس من هذه السلسلة، والتي رسمها بيير وازيم بعنوان (درب الحمى) حيث أضاف الناشر الفرنسي كاسترمان المجلد السابع لنشره في مارس 2008، وقد أشار كاسترمان ايضاً في العديد من المناسبات لإمكانية نشر المزيد من إصدارات سلسلة ملحمة كورتو المالطي.
و في عام 2014 أعلنت دار المزادات الفرنسية أركوريال، أنها حققت رقماً قياسياً عالمياً في بيع عمل فني حول بطل القصص المصورة كورتو المالطي، إذ باعت لوحة تصوره بمبلغ 390 ألف يورو. وهي لوحة المائية “كورتو المالطي – الإثيوبيون”، تعود إلى عام 1979.وكان سعر اللوحة مقدراً بين 100 ألف و150 ألف يورو، لكنها بيعت بمبلغ 391 ألفاً.

## مولده ونشأته
وُلد هوغو برات في ريميني، إيطاليا، وقضى معظم طفولته في البندقية في بيئة ايطالية إنجليزية، حيث أن جده لأبيه من أصل إنجليزي ويُدعى جوزيف، وتربطه قرابة بالممثل ويليام هنري برات، المشهور باسم بوريس كارلوف.
في عام 1937، انتقل برات مع والدته إلى الحبشة (إثيوبيا)، بصُحبة الأب الذي كان يعمل هناك عقب غزو الرئيس الإيطالي بينيتو موسوليني لإثيوبيا، وكان والد برات، جندي إيطالي محترف، تم أَسْرَه عام 1941 على يد القوات الإنجليزية وفي أواخر 1942، توفى كأسير في الحرب بسبب المرض. وفي نفس العام، كان هوجو برات ووالدته معتقلين في ديرداوا، حيث كان يشتري القصص المصورة من الحراس، ثم تمت إعادتهم إلى إيطاليا عن طريق الصليب الاحمر.

## سيرته المهنية
بعد الحرب انتقل برات إلى البندقية حيث انضم لـ «مجموعة فينيسيا» مع بعض رسامي الكاريكاتير الآخرون، منهم البرتو أونجارو وماريو فوستينيللي. وانطلقت مجلتهم أسو دي بيتشي في عام 1954 تحت اسم ألبو أوراجانو، مركزة على قصص المغامرات المصورة، وأحرزت هذه المجلة بعض النجاح ونشرت العديد من أعمال المواهب الشابة، منهم دينو باتاليا، حيث حققت شخصيته المسماة أسو دي بيتشي (ورقة آس في ورق اللعب) نجاحاً كبيراً، وخاصة في الأرجنتين، حيث دُعي برات إليها في عام 1949.

## حياته في الأرجنتين
في أواخر أربعينيات القرن العشرين، انتقل إلى بوينس آيرس حيث كان يعمل لدى دار النشر الأرجنتينية/ إيديتوريال إبريل والتقى ببعض فناني الكاريكاتير مثل البرتو بريشيا وسولانو لوبيز. وشهد الانتقال إلى دار النشر إيديتوريال فرونتيرا؛ نشر بعض من أهم سلسلاته الأولى، حيث شملت أهم أعماله الأولى، ومنها شخصية الضابط كيرك وإرين بايك، التي كتبها هيكتور جيرمان اوسترهيلد.
قام برات بتدريس الرسم في المدرسة الأمريكية القومية للفن والتي أخرجها إنريكي ليبسزك. حيث أنه كثيراً ماقام بزيارة أماكن عديدة في أمريكا اللاتينية مثل الامازون وماتو غروسو. كما أنتج في خلال هذه الفترة أول كتاب مستقل للقصص المصورة كمؤلف كامل له، وكذلك تأليف ورسم كتاب (آنا في الغابة)، والذي أعقبه الكتاب المشابه (القبطان كورمورانت) و (الهجوم على الحصن) وقد تم الانتهاء من هذا الاخير بعد عودته إلى إيطاليا.

## العودة إلى إيطاليا وتأليف كورتو المالطي

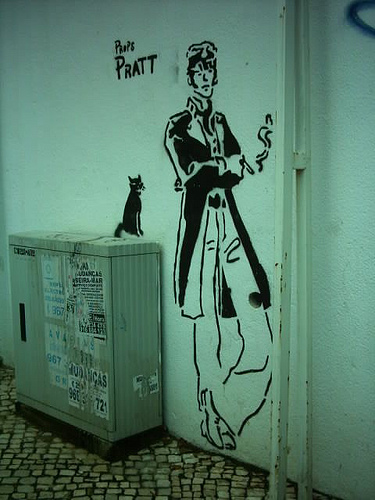
كورتو المالطي مرسوم على أحد الجدران في البرتغال

عام 1962 عاد هوغو برات إلى إيطاليا حيث بدأ التعاون مع مجلة كاريكاتير الأطفال كورييري دي بيكولي، الذي طور من أجلها كلاسيكيات عديدة في أدب المغامرة، بما في ذلك قصص جزيرة الكنز والمخطوف لـروبرت لويس ستيفنسون.
عام 1967 التقى برات، بفلورينزو إيفالدي؛ وقاما الاثنان بتأليف مجلة لقصص المصورة سميت على اسم شخصية الرقيب كيرك، وهو البطل الذي تمت كتابته لأول مرة على يد هيكتور اوستيرهيلد.
في الطبعة الأولى، نُشِرت أكثر روايات برات شهرة وهي قصة ملح البحر (قصة شعرية عن ملح البحر)، والتي قدم فيها أهم شخصياته؛ كورتو المالطي. واستمرت سلسلة كورتو ثلاث سنوات لاحقة في المجلة الفرنسية بيف جادجيت، وبفضل حياته الأسرية المتعددة الثقافات، تعلم برات العديد من الشؤون المختلفة مثل بعض معتقدات الكابالا الروحانية والكثير من أمور التاريخ، حيث اعتمد برات في العديد من رواياته على عصور تاريخية حقيقية وتعامل مع أحداث واقعية: مثل حرب عام 1755 م بين المستعمرات الفرنسية والإنجليزية في تيكونديروجا، والحروب الاستعمارية في إفريقيا، والحربين العالميتين الأولى والثانية.
قام برات ببحث مكثف بذل فيه مجهود كبير عن التفاصيل الفعلية المرئية، وعن بعض الشخصيات التي تعتبر رموز تاريخية حقيقية والتي اعتمد عليها بشكل موسع، مثل راسبوتين (صديق/ عدو) كورتو المالطي الاساسي. كما اهتم هوغو برات بتفاصيل العديد من الشخصيات الفرعية الأخرى في رواياته المتعددة بنفس الأسلوب الذي جعل أغلب رواياته متميزة ومتناغمة إلى حد ما.

## السنوات اللاحقة
منذ عام 1970 إلى 1984، عاش برات حياته بشكل أساسي في فرنسا حيث تطورت شخصية كورتو المالطي، لتبدو بصورة شخصية معقدة نفسياً بشكل كبير ناتج عن خبرات وتجارب السفر والقدرات الإبداعية الفائقة لمؤلفها، حيث أصبحت الشخصية الرئيسية لسلاسل القصص المصورة.
قصة كورتو المالطي نشرت في البداية عام 1970 بمجلة بيف جادجيت، وحصل هوغو برات من خلالها على الإشادة والشهرة والنجاح الجماهيري والنقدي. ثم نُشِرت لاحقاً في شكل مُجلّد مُجمع، وقد تُرجِمت هذه السلسلة في النهاية إلى خمسة عشر لغة مختلفة. وقد صرح برات انه تأثر بأعمال بعض الكتاب مثل روبرت لويس ستيفينسون، جيمس أوليفر كروود، زين جراي، كينيث روبرتس، جوزيف كونراد، فينيمور كوبر، هيرمان ميلفيل وجاك لندن، وايضاً رسامي الكاريكاتير ليمان يونج، ويل إيسنر، وميلتون كانيف.
عاش هوغو برات منذ عام 1984 إلى 1995 في سويسرا حيث استمر النجاح العالمي والانتشار الذي حققتة شخصية كورتو المالطي. وفي فرنسا، نُشرت معظم أعماله ما قبل كورتو المالطي في العديد من طبعات المجلدات بواسطة دور نشر مختلفة مثل كاسترمان ودارجوادو هومانويدس اسوسيس.
و مع فيض انتاجه وغزارة افكاره ومؤلفاته باللغة الايطالية والإنجليزية والفرنسية، كتب هوغو برات العديد من القصص لتلاميذه، منهم ميلو مانارا. واستمر هوجو برات في السفر والتنقل من كندا إلى باتاجونيا، وإلى اليونان وأفريقيا إلى المحيط الهادي، حتى توفى بسرطان الامعاء في 20 أغسطس 1995.

## أعماله
| - أسو دي بيتشي (ورقة في ورق اللعب 1945-1949) - راي & روي (1946) - أبريل والاشبح (1949) - الرقيب كيرك (1953-1959) - تيكونديروجا (1957-1958) - إيرن بايك (1957-1959) - القبضة الحديدية (1959) - آنا في الغابة (1959) - البضائع الثمينة (1959) - طيار أسترالي (1960) | - بحر من الدم (1960) - القبطان كورمورانت (1962) - اساطير هندية (1960) - الهجوم على الحصن (1962) - ليلة الشيطان (1962) - بدم بارد (1963) - طيار أسترالي (1964) - الظل (1964) - ساندوخان (1964) - كورتو المالطي (1967-1992) | - مغامرات فانفولا (1967) - عقارب الصحراء (1969) - رجل الصومال (1978) - جورج & ارابيلا (1986) - في السماء البعيدة (1993) - مورغان (1994) |

## الجوائز
- 1969: جائزة مهرجان لوكا
- 1974: جائزة سان ميشيل، لأفضل قصة واقعية
- 1976: جائزة أنغولم أفضل كتاب قصص مصورة أجنبيّ
- 1987: جائزة أنغولم أفضل كتاب قصص مصورة أجنبيّ
- 1996: جائزة أفضل قصص مصورة باللغة الألمانية
- 2005 : وُضع اسم هوغو برات في لوحة شرف الحاصلين على جائزة ويل إيسنر للقصص المصورة.

## روابط خارجية
- هوغو برات على موقع IMDb (الإنجليزية)
- هوغو برات على موقع أول موفي (الإنجليزية)
- هوغو برات على موقع ديسكوغز (الإنجليزية)
- هوغو برات على موقع قاعدة بيانات الفيلم (الإنجليزية)